# Peter Bryce
Peter Bryce, all'anagrafe Peter Henderson Bryce (Mount Pleasant, 17 agosto 1853 – disperso in mare, 15 gennaio 1932), è stato un medico, scrittore e whistleblower canadese.
Fu un funzionario del dipartimento della Salute dell'Ontario, in Canada. Nel 1922 pubblicò un libro, ora famoso, intitolato The Story of a National Crime: Being a Record of the Health Conditions of the Indians of Canada from 1904 to 1921, che espose il genocidio perpetrato ai danni degli indiani canadesi.
Bryce fu assunto dal Dipartimento degli Affari Indiani di Ottawa per valutare le condizioni di salute all'interno del sistema scolastico residenziale canadese nel Canada occidentale e nella Columbia Britannica. Il suo rapporto fu insabbiato dal governo fino al 1922, quando Bryce, che era stato estromesso dal servizio, lo pubblicò come libro.
Bryce sostenne che i giovani indiani venivano sistematicamente e scientemente uccisi nelle scuole residenziali indiane, denunciando valori di mortalità compresi tra il 30% ed il 60%.
Inoltre affermò che il personale ed i religiosi delle scuole si fossero resi responsabili di omissioni e falsificazioni nei registri mortuari dei bambini.